# Staatsparlamentswahlen in den Vereinigten Staaten 2019
Am 5. November 2019 fanden in den Vereinigten Staaten Wahlen zu den Staatsparlamenten statt. In insgesamt fünf der 99 Parlamentskammern in den Bundesstaaten Mississippi, New Jersey und Virginia standen an diesem Tag ordentliche Wahlen des gesamten Parlaments an. Am 16. November wurden in Louisiana die beiden Parlamentskammern neugewählt. Ferner fanden in einigen Bundesstaaten Nachwahlen zu Sitzen in der Staatslegislatur statt.
Am selben Tag fanden zudem Wahlen zum Gouverneursämtern sowie zu weiteren staatsweiten und lokalen Wahlämtern statt.

## Überblick
Im Vorfeld der Staatswahlen im November 2019 kontrollierten die Demokraten 38 Parlamentskammern (darunter eine Koalition aus Demokraten, Unabhängigen und Republikanern in Alaska) und die Republikaner 61 Staatslegislaturen (darunter die offiziell parteilose Nebraska Legislature). In 14 Staaten waren sowohl Gouverneursamt als auch die Legislatur in demokratischer Hand (sogenanntes Trifecta), in 22 Staaten gab es republikanische Trifectas und in 14 Staaten ein Divided government.
In Folge der Wahlen gewannen die Demokraten die Kontrolle über die gesamte Legislatur Virginias zurück. Erstmals seit 25 Jahren stellten diese damit ein Trifecta in Virginia. Bei allen anderen Legislaturwahlen mussten die Demokraten Sitzverluste hinnehmen, jedoch konnten die Republikaner keine Supermehrheit hinzugewinnen, mit der es möglich gewesen ist, Vetos des Gouverneurs zu überstimmen. Die Demokraten hatten damit die Kontrolle über 40 Legislaturen, die Republikaner über 59. Durch einen Machtwechsel beim Gouverneursamt in Kentucky von den Republikanern hin zu den Demokraten gibt es nun 15 demokratische und 21 republikanische Trifectas und 14 Staaten mit geteilter Kontrolle von Exekutive und Legislative.

## Ergebnisse der Wahlen zu den Staatsunterhäusern
| Staat       | Abgeordnete | vorherige Sitzverteilung | Republikaner (2019) | Demokraten (2019) | Sonstige (2019) | Ergebnis        |
| Louisiana   | 105         | 61 R 39 D 5 I            | 68 ▲7               | 35 ▼4             | 2 ▼3            | R gehalten      |
| Mississippi | 122         | 73 R 49 D                | 75 ▲2               | 46 ▼3             | 1 ▲1            | R gehalten      |
| New Jersey  | 80          | 54 D 26 R                | 28 ▲2               | 52 ▼2             | 0 ▬             | D gehalten      |
| Virginia    | 100         | 51 R 49 D                | 45 ▼6               | 55 ▲6             | 0 ▬             | D hinzugewonnen |

## Ergebnisse der Wahlen zu den Staatsoberhäusern
| Staat       | Abgeordnete | vorherige Sitzverteilung | Republikaner (2019) | Demokraten (2019) | Sonstige (2019) | Ergebnis        |
| Louisiana   | 39          | 25 R 14 D                | 26 ▲1               | 13 ▼1             | 0 ▬             | R gehalten      |
| Mississippi | 52          | 32 R 20 D                | 36 ▲4               | 16 ▼4             | 0 ▬             | R gehalten      |
| Virginia    | 40          | 21 R 19 D                | 19 ▼2               | 21 ▲2             | 0 ▬             | D hinzugewonnen |